# Pachira cubensis
Pachira cubensis är en malvaväxtart som först beskrevs av André Georges Marie Walter Albert Robyns, och fick sitt nu gällande namn av Fern.Alonso. Pachira cubensis ingår i släktet Pachira och familjen malvaväxter. Inga underarter finns listade i Catalogue of Life.